# العلاقات الألبانية الميكرونيسية
العلاقات الألبانية الميكرونيسية هي العلاقات الثنائية التي تجمع بين ألبانيا وولايات ميكرونيسيا المتحدة.

## مقارنة بين البلدين
هذه مقارنة عامة ومرجعية للدولتين:
| وجه المقارنة                                              | ألبانيا                                                    | ولايات ميكرونيسيا المتحدة |
| --------------------------------------------------------- | ---------------------------------------------------------- | ------------------------- |
| المساحة (كم2)                                             | 28.75 ألف                                                  | 702                       |
| عدد السكان (نسمة)                                         | 3.02 مليون                                                 | 105.54 ألف                |
| الكثافة السكانية (ن./كم²)                                 | 105.04                                                     | 15.03 ألف                 |
| العاصمة                                                   | تيرانا                                                     | باليكير                   |
| اللغة الرسمية                                             | اللغة الألبانية                                            | لغة إنجليزية              |
| العملة                                                    | ليك ألباني                                                 | دولار أمريكي              |
| الناتج المحلي الإجمالي (بليون دولار)                      | 13.04 مليار                                                | 336.43 مليون              |
| الناتج المحلي الإجمالي (تعادل القوة الشرائية) بليون دولار | 33.17 مليار                                                | 365.27 مليون              |
| الناتج المحلي الإجمالي الاسمي للفرد دولار أمريكي          | 3.94 ألف                                                   | 3.02 ألف                  |
| الناتج المحلي الإجمالي للفرد دولار أمريكي                 | 11.11 ألف                                                  |                           |
| مؤشر التنمية البشرية                                      | 0.764                                                      | 0.640                     |
| رمز المكالمات الدولي                                      | +355                                                       | +691                      |
| رمز الإنترنت                                              | .al                                                        | .fm                       |
| المنطقة الزمنية                                           | توقيت وسط أوروبا، ت ع م+01:00، ت ع م+02:00، أوروبا/تيرانا ‏ |                           |

## منظمات دولية مشتركة
يشترك البلدان في عضوية مجموعة من المنظمات الدولية، منها:
| علم المنظمة | اسم المنظمة                               | تاريخ انضمام ألبانيا | تاريخ انضمام ولايات ميكرونيسيا المتحدة |
| ----------- | ----------------------------------------- | -------------------- | -------------------------------------- |
|             | مؤسسة التنمية الدولية                     | 15 أكتوبر 1991       | 24 يونيو 1993                          |
|             | منظمة حظر الأسلحة الكيميائية              | ?                    | ?                                      |
|             | الأمم المتحدة                             | 14 ديسمبر 1955       | 17 سبتمبر 1991                         |
|             | وكالة ضمان الاستثمار متعدد الأطراف        | 15 أكتوبر 1991       | 11 أغسطس 1993                          |
|             | مؤسسة التمويل الدولية                     | 15 أكتوبر 1991       | 24 يونيو 1993                          |
|             | البنك الدولي للإنشاء والتعمير             | 15 أكتوبر 1991       | 24 يونيو 1993                          |
|             | الاتحاد الدولي للاتصالات                  | 2 يونيو 1922         | 18 مارس 1993                           |
|             | المركز الدولي لتسوية المنازعات الاستشارية | 14 نوفمبر 1991       | 24 يوليو 1993                          |
|             | يونسكو                                    | 16 أكتوبر 1958       | 19 أكتوبر 1999                         |

## وصلات خارجية
- موقع وزارة الخارجية الألبانية